# Handarbete

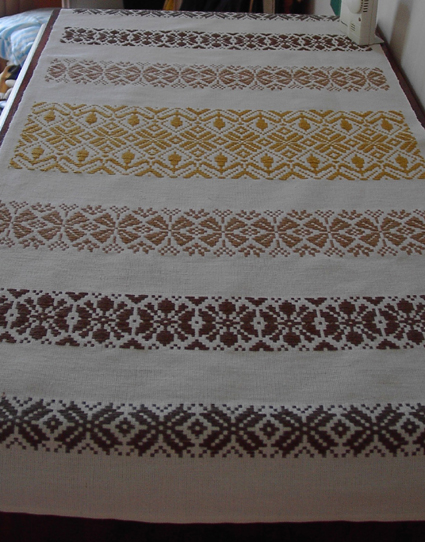
Löpare i upphämta.

Handarbete är framställning eller utsmyckning av textilvaror av finare slag och i liten skala, med enkla verktyg. Det är en sorts hantverk.
Ibland kan andra typer av varor än textilier benämnas handarbete. Det inkluderar metallslöjd, träslöjd samt relaterade varianter av verksamhet.
Handarbete utförs numera, i industrialiserade länder i regel som en sorts fritidssysla och hobby.

## Exempel
Nedan listas exempel på textilt handarbete:

- Applikation
- Broderi
- Frivolitet
- Knyppling
- Krokning
- Kviltning
- Lappteknik
- Makramé
- Nålbindning
- Stickning
- Tovning
- Virkning
- Vävning

Nedan listas andra typer av handarbete med ingen eller mindre tydlig koppling till textilier.
- Korgflätning
- Flugbindning
- Korgmålning
- Metallslöjd
- Träslöjd

## Bilder på handarbete

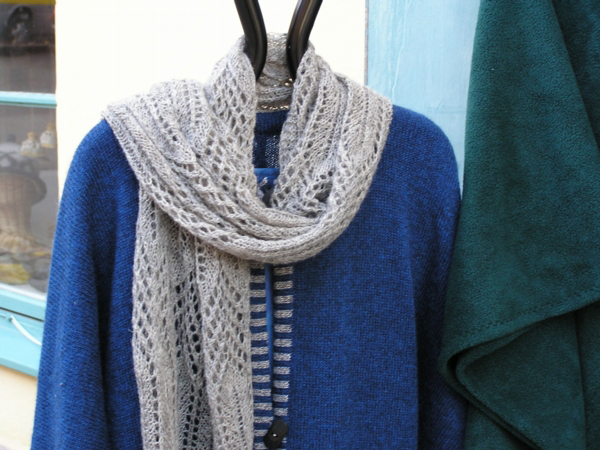
Stickning.
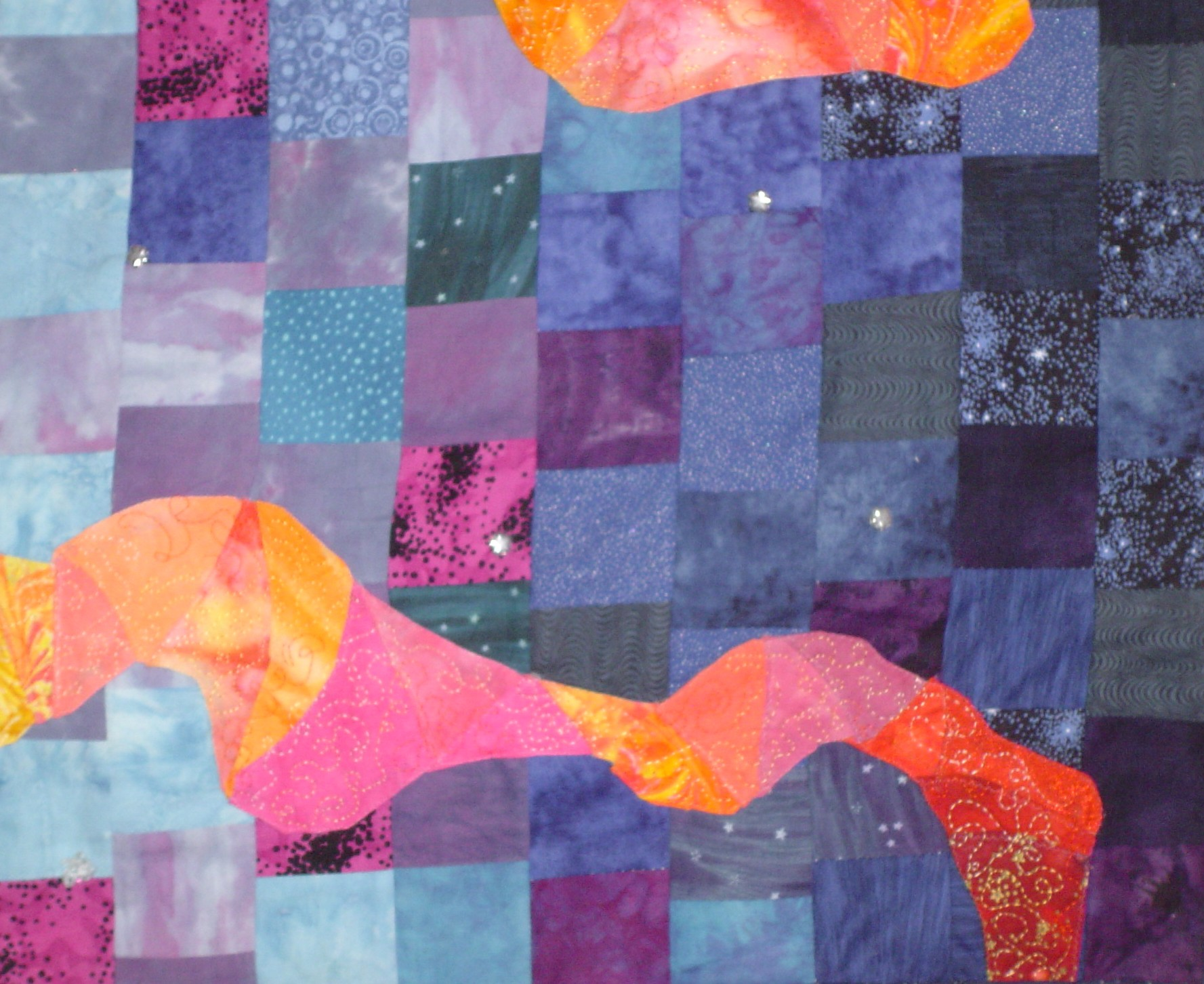
Lappteknik.
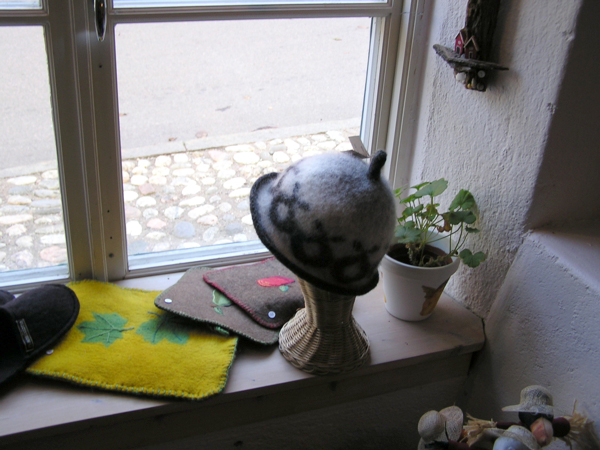
Tovning.